# Cahuallitermes intermedius
Cahuallitermes intermedius är en termitart som först beskrevs av John Otterbein Snyder 1922.  Cahuallitermes intermedius ingår i släktet Cahuallitermes och familjen Termitidae. Inga underarter finns listade i Catalogue of Life.